# Zorn-lemma
A Zorn-lemma, vagy más néven Kuratowski–Zorn-lemma, a halmazelmélet egyik (rendezett halmaz tekintetében fennálló) maximális elem létezését állító tétele. Eszerint:
Ha egy nemüres részbenrendezett halmazban [rendezett halmazban] minden lánc felülről korlátos, akkor az adott részbenrendezett halmazban [rendezett halmazban] van maximális elem.
A lemma állítása nem tűnik „nyilvánvaló” állításnak, ellentétben a kiválasztási axióma által megfogalmazott állítással, amivel azonban ekvivalens.

## Alemmábanszereplő fogalmakról
A lemmában szereplő fogalmakon a következőket kell érteni:
- részben rendezés egy H halmaz feletti ≤ (homogén, kétváltozós) reláció, ha reflexív, tranzitív és antiszimmetrikus.

A továbbiakban H egy részbenrendezett halmaz, melyen ≤ részbenrendezés:
- az L ⊆ H részhalmaz lánc, ha bármely két eleme összehasonlítható egymással: x ≤ y vagy y ≤ x minden x,y ∈ L-re (azaz L-en a rendezés teljes rendezés, más néven láncszerű, avagy lineáris)
- L ⊆ H felülről korlátos, ha van olyan H-beli h elem, hogy minden x ∈ L-re x ≤ h; a H halmazt induktívnak nevezzük, ha benne minden lánc felülről korlátos.
- H-ban m maximális, ha minden vele összehasonlíthatónál nagyobb vagy egyenlő, azaz minden x ∈ H-ra x ≤ m vagy m ≤ x esetén x ≤ m.

A maximális elem létezése természetesen nem azt jelenti, hogy van legnagyobb eleme a részbenrendezett halmaznak, hanem csak azt, hogy vannak olyan elemei – esetleg több is – amelyeknél már nincs nagyobb elem. Az, hogy lehet több ilyen elem is, abból következik hogy részbenrendezett halmazban még lehetnek olyan elemek, amelyek nem összehasonlíthatóak az adott relációban.
A Zorn-lemmát az induktív rendezés fogalma segítségével még a következő formában is kimondhatjuk.
Nemüres, induktívan rendezett halmazban van maximális elem.

## A Zorn-lemma állítása
Legyen ( P , ≤ ) nemüres részbenrendezett halmaz. Ha ( P , ≤ ) minden ( L , ≤ ) rendezett részhalmazának van felső korlátja (P-ben), akkor ( P , ≤ )-nek van maximális eleme.

## Bizonyítás ajólrendezési tételből
Legyen ( H , ≤ ) egy nemüres részbenrendezett halmaz. Tetszőleges eleméből kiindulva föl fogunk építeni egy láncot, egyre nagyobb elemeket hozzávéve. Ennek a láncnak a felső korlátja maximális elem lesz H-ban. A lényeg a technikai részletekben rejlik: újabb és újabb elemek hozzávételéhez Kiválasztási axiómára van szükség, vagy az ezzel ekvivalens jólrendezési tételre.
A jólrendezési tétel szerint minden halmaz jólrendezhető. Vegyünk H-nak egy {\displaystyle (H,\preceq )} jólrendezését. A jólrendezés legkisebb elemétől kezdve építjük föl az L láncot transzfinit rekurzióval: egy elemet akkor veszünk hozzá a lánchoz, ha részbenrendezés szerint nagyobb minden nála jólrendezés szerint kisebb láncelemnél, tehát az addig beválogatottaknál:
{\displaystyle a\in L\quad \Longleftrightarrow \quad \left(\forall b\right)\ {\Big (}b\prec a\,\wedge \,b\in L\ \Rightarrow \ b<a{\Big )}}
Ez a rekurzió egyértelműen definiálja L-et, és L valóban lánc: két eleme közül az a nagyobb, amelyiket később vettük hozzá. A feltevés szerint minden láncnak van felső korlátja, jelölje m egy felső korlátját L-nek. Belátjuk, hogy m maximális eleme ( H , ≤ )-nak. Tegyük fel indirekt, hogy van m-nél nagyobb elem a halmazban. Ez az elem L minden eleménél nagyobb, így a rekurzió során hozzávettük L-hez. Ez viszont ellentmond azzal, hogy m felső korlátja L-nek. Tehát m maximális elem.

## Bizonyítás (a kiválasztási axióma segítségével)
Elegendő belátni, hogy ha egy H halmaz bizonyos részhalmazainak {\displaystyle {\mbox{ }}_{\mathcal {H}}} halmaza azzal a tulajdonsággal rendelkezik, hogy
- {\displaystyle {\mbox{ }}_{\mathcal {H}}}-beli elem részhalmaza is {\displaystyle {\mbox{ }}_{\mathcal {H}}}-beli (X ∈ {\displaystyle {\mbox{ }}_{\mathcal {H}}} {\displaystyle \Rightarrow } {\displaystyle {\mbox{ }}_{\mathcal {P}}}(X) ⊆ {\displaystyle {\mbox{ }}_{\mathcal {H}}}),
- {\displaystyle {\mbox{ }}_{\mathcal {H}}}-beli elemek uniója is {\displaystyle {\mbox{ }}_{\mathcal {H}}}-beli ( {\displaystyle {\mbox{ }}_{\mathcal {K}}} ⊆ {\displaystyle {\mbox{ }}_{\mathcal {H}}} {\displaystyle \Rightarrow } U{\displaystyle {\mbox{ }}_{\mathcal {K}}} ∈ {\displaystyle {\mbox{ }}_{\mathcal {H}}}, mely így a {\displaystyle {\mbox{ }}_{\mathcal {K}}}-nak felső korlátja ({\displaystyle {\mbox{ }}_{\mathcal {H}}},⊆)-ban)

akkor ({\displaystyle {\mbox{ }}_{\mathcal {H}}},⊆)-ban van maximális elem.
Áttérhetünk ugyanis a ( P , ≤ ) rendezett halmazról egy jobban kezelhetőre, a következőre. Legyen
{\displaystyle F:P\rightarrow {\mathcal {P}}(P);\;x\mapsto \{y\in P\mid y\leq x\}}
vagyis az a függvény, mely egy x ∈ P-hez az x-ből és megelőzőiből álló halmazt rendeli. Ekkor az F értékkészletére, az {\displaystyle {\mbox{ }}_{\mathcal {S}}} ⊆ P(P) halmazra gondolhatunk úgy, mint az ({\displaystyle {\mbox{ }}_{\mathcal {S}}},⊆) parciálisan rendezett halmaz alaphalmazára. Ekkor f rendezésizomorfizmus (P,≤)-ből ({\displaystyle {\mbox{ }}_{\mathcal {S}}},⊆)-be. ( F(x) lényegében az x elem által meghatározott kezdőszelet lezártja: [←,x] .) A P halmaz összes láncainak {\displaystyle {\mbox{ }}_{\mathcal {H}}} halmaza ugyanis a fenti tulajdonsággal rendelkezik. Továbbá a feltétel miatt igaz, hogy {\displaystyle {\mbox{ }}_{\mathcal {H}}} tetszőleges eleme (azaz egy P-beli lánc) felülről korlátos {\displaystyle {\mbox{ }}_{\mathcal {S}}}-ben, tehát van x ∈ P amire részhalmaza F(x)=[←,x]-nek. Ez azt jelenti, hogy ha találunk M maximális elemet {\displaystyle {\mbox{ }}_{\mathcal {H}}}-ban, akkor annak [←,x] felső korlátja olyan, hogy x ∈ M, ellenkező esetben lenne M-nek valódi, x-szel történő kibővítése, mellyel még mindig lánc lenne, ami ellentmond a maximális tulajdonságának.
A bizonyítás tehát egy konkrét halmazelméleti feladattá redukálódott…

## Közvetlen következmények
Következmény (Hausdorff-féle láncaxióma) – Ha ( P , ≤ ) részbenrendezett halmaz és L ⊆ P lánc P-ben, akkor van M ⊆ P maximális részlánc P-ben, mely tartalmazza L-t. Ebben minden lánc felülről korlátos (felső korlátja P), így van maximális eleme.
Ugyanis legyen {\displaystyle {\mbox{ }}_{\mathfrak {L}}} a P összes olyan láncainak halmaza, melyek tartalmazzák L-et. Tekintsük az ({\displaystyle {\mbox{ }}_{\mathfrak {L}}},⊆) részbenrendezett halmazt. Ha {\displaystyle {\mbox{ }}_{{\mathfrak {L}}_{1}}} ⊆ {\displaystyle {\mbox{ }}_{\mathfrak {L}}} lánc ({\displaystyle {\mbox{ }}_{\mathfrak {L}}},⊆)-ben, akkor U{\displaystyle {\mbox{ }}_{{\mathfrak {L}}_{1}}} lánc ( P , ≤ )-ben, tehát eleme {\displaystyle {\mbox{ }}_{\mathfrak {L}}}-nek és egyeben felső korlátja is {\displaystyle {\mbox{ }}_{{\mathfrak {L}}_{1}}}-nek. ({\displaystyle {\mbox{ }}_{\mathfrak {L}}},⊆)-re tehát alkalmazhatjuk a Zorn-lemma állítását, azaz létezik M ∈ {\displaystyle {\mbox{ }}_{\mathfrak {L}}} maximális elem, mely tartalmazza L-et. (Ha ez nem lenne maximális P-ben is, akkor lenne L-et tartalmazó bővebb P-beli lánc, ami ellentmond M {\displaystyle {\mbox{ }}_{\mathfrak {L}}}-beli maximális voltának.)
Következmény – Ha ( P , ≤ ) nemüres részbenrendezett halmaz, melynek minden részlánca korlátos, akkor minden a ∈ P elemhez létezik olyan ma maximális elem P-ben, hogy a ≤ ma.
Az előző tételt alkalmazhatjuk. Van tehát {a}-t részként tartalmazó maximális M lánc, amely a feltétel szerint felülről korlátos és a Zorn-lemma alapján van maximális eleme. Ez P-ben is maximális, mert ellenkező esetben valódi módon kibővíthető volna M ami ellentmond M maximális részlánc tulajdonságának.
Következmény – Ha a ( P , ≤ ) nemüres részbenrendezett halmaz minden jólrendezett részhalmaza korlátos, akkor van P-ben minimális elem.
Valójában ezek ekvivalensek is a lemmával, csak bizonyításuk egyszerűsége folytán sorolhatók a korolláriumok közé.

## Ekvivalens állítások
A Zorn-lemma ekvivalens a kiválasztási axiómával, s így minden a kiválasztási axiómával ekvivalens kijelentéssel is. Ezek (a teljesség igénye nélkül) a következők:
- Teichmüller–Tukey-lemma
- Hausdorff–Birkhoff-tétel
- jólrendezési tétel
- Tyihonov-tétel, mely kimondja, hogy tetszőleges számú kompakt topologikus tér szorzata is kompakt.
- Minden vektortérnek van bázisa.
- Krull-tétel

Számos, főleg algebrai alkalmazásban helyettesíti a transzfinit rekurzió használatát.

## Humor
Közismert matematikus vicc a Zorn-lemmával ekvivalens állítások intuitív benyomásáról: a kiválasztási axióma nyilvánvalóan igaz, a jólrendezési tétel nyilvánvalóan hamis, a Zorn-lemmát meg tudja a Jóisten.

## Története
Ahogy az a matematikában oly gyakran megesik, ezt a tételt sem első felfedezőjéről nevezték el.
Zorn 1935-ös publikációja előtt már publikálta a tételt Kuratowski (1922), Felix Hausdorff (1927), majd sokan mások.